# Irán en los Juegos Paralímpicos de Pekín 2008
Irán estuvo representado en los Juegos Paralímpicos de Pekín 2008 por un total de 72 deportistas, 68 hombres y cuatro mujeres.

## Medallistas
El equipo paralímpico iraní obtuvo las siguientes medallas:
| Nombre | Deporte                   | Evento                    |
| --- | ------------------------- | ------------------------- |
| Oro |                           |                           |
| Yavad Hardani | Atletismo                 | Disco F37/38 masculino    |
| Mohamad Reza Mirzai | Atletismo                 | Jabalina F57/58 masculino |
| Hamzeh Mohamadi | Levantamiento de potencia | –60 kg masculino          |
| Kazem Rayabi | Levantamiento de potencia | +100 kg masculino         |
| Davud Alipurian Sadeg Bigdeli Said Ebrahimi Yalil Imeri Mehdi Hamidzadeh Mohamad Hoseinifar Mohamad Jalegui Reza Pidayesh Mohamad Reza Rahimi Ramzan Salehi Isa Zirahi Naser Hasanpur      | Voleibol sentado          | Torneo masculino          |
| Plata |                           |                           |
| Mehrdad Karamzadeh | Atletismo                 | Disco F42 masculino       |
| Ali Mohamad Yari | Atletismo                 | Disco F55/56 masculino    |
| Abdolreza Yokar | Atletismo                 | Jabalina F53/54 masculino |
| Ali Hoseini | Levantamiento de potencia | –67,5 kg masculino        |
| Mayid Farzin | Levantamiento de potencia | –75 kg masculino          |
| Said Rahmati | Yudo                      | –60 kg masculino          |
| Bronce |                           |                           |
| Yavad Hardani | Atletismo                 | Jabalina F37/38 masculino |
| Moslem Akbari Bahman Ansari Rasul Atashafruz Ehsan Golamhoseinpur Morteza Heidari Habibolá Heidarimehr Abdolreza Karimzadeh Ardeshir Mahini Esmail Malekzadeh Golamreza Nayafi Hadi Safari | Fútbol 7                  | Torneo masculino          |
| Ali Sadegzadeh | Levantamiento de potencia | –100 kg masculino         |